# Kościół św. Jana Chrzciciela w Krakowie (ul. Dobrego Pasterza)
Kościół św. Jana Chrzciciela – rzymskokatolicki kościół parafialny znajdujący się w Krakowie na Prądniku Czerwonym. Kościół zbudowany jest w pobliżu zabytkowej kaplicy św. Jana Chrzciciela. 

## Historia
Początkowo nabożeństwa były odprawiane w zabytkowej kaplicy a następnie pod prowizorycznym zadaszeniem obok niej. 24 lutego 1981 roku uzyskano wstępne zezwolenie na budowę nowej świątyni.
Po erygowaniu nowej parafii pw. św. Jana Chrzciciela uzyskała ona 17 grudnia 1982 roku decyzję lokalizacji kościoła i sal katechetycznych na terenie 1,7 ha. terenów dawnego folwarku dominikańskiego. 
1 czerwca 1983 roku kardynał Franciszek Macharski poświęcił plac przyszłej budowy, a 19 grudnia tego roku wydano prawomocne pozwolenie na budowę kościoła.
Projekt świątyni na planie kwadratu opracowali Wojciech Obtułowicz i Danuta Olędzka. Prace budowlane rozpoczęto 5 kwietnia następnego roku, trwały one do 2 grudnia 1989, kiedy uroczyście poświęcono mury nowego kościoła.
Konsekracja ołtarza przez kardynała Franciszka Macharskiego miała miejsce 16 grudnia 1994 roku, natomiast konsekracja całej świątyni nastąpiła 16 grudnia 2000 roku.

## Architektura zewnętrzna
Kościół stanowi przykład architektury nowoczesnej.
Postmodernistyczną bryłę budowli na planie kwadratu pokrywa elewacja wykonana z surowej cegły z niesymetrycznie rozmieszczonymi oknami. Wielogrzbietowy nieregularny dach wykonano z blachy w kolorze brązowym. 
Posiada wejście główne od strony północnej oraz 2 wejścia boczne.

### Wieża
Wieża kościoła pełniąca funkcję dzwonnicy umieszczona jest centralnie, nakryta namiotowym dachem i zwieńczona krzyżem. Umieszczone są na niej także stacje bazowe telefonii komórkowej.

### Dzwon
W wieży znajduje się dzwon „Jan Paweł II” o masie ok. 500 kg, odlany z brązu w 1998 roku w odlewni dzwonów Anny i Wacława Felczyńskich. Posiada koronę sześcioramienną, dekoracje ornamentami roślinnymi. Ton dzwonu to a'(+).
Z przodu dzwonu znajduje się płaskorzeźba z przedstawieniem św. Jana Pawła II i napis: JAN PAWEŁ II PAPIEŻ POLAK. Z tyłu dzwonu znajduje się inskrypcja: „PARAFIA RZYMSKO-KATOLICKA P.W. ŚW. JANA CHRZCICIELA W KRAKOWIE A. D. 1998” upamiętniająca poświęcenie dzwonu w dniu 15 maja 1998 roku.

### Świętojańskie Drzwi Wiary
W okresie 14 czerwca – 13 sierpnia 2014 zostały zamontowane nowe główne drzwi wejściowe do kościoła, których poświęcenia dokonał 22 września 2017 roku biskup Jan Szkodoń. Świętojańskie Drzwi Wiary to dzieło Wincentego Kućmy w formie płaskorzeźby, odlane z brązu na konstrukcji stalowej, przedstawiające 3 sakramenty: chrztu, bierzmowania, Eucharystii, jako sceny chrztu Chrystusa w Jordanie, zesłania Ducha Świętego oraz Ostatniej Wieczerzy i śmierci na krzyżu. Przedstawieni na drzwiach są polscy święci, błogosławieni oraz słudzy Boży. Powierzchnia drzwi ma falująca fakturę, symbolizującą wodę a także spływającą łaskę.
Świętojańskie Drzwi Wiary były inspiracją do skomponowania przez Dominika Pietraszko „Tryptyku Świętojańskiego” na organy i solistów, którego prawykonanie miało miejsce 24 czerwca 2014 roku. 

### Kamień węgielny
W zewnętrznej ścianie elewacji południowej widoczny jest kamień węgielny, poświęcony przez papieża Jana Pawła II w dniu 22 czerwca 1983 roku na Błoniach, a wmurowany 14 listopada 1985 roku przez kardynała Franciszka Macharskiego. Nad nim znajduje się tablica pamiątkowa.

## Wnętrze
Świątynia składa się z trzech naw o układzie pseudobazylikowym.
W kolorystyce ścian dominuje biel, część z nich jest wielobarwna (ugier, ciemna czerwień, detale w kolorze niebieskim).
W 6 filarach rozdzielających nawy umieszczono figury świętych.
Płaskorzeźby drogi krzyżowej zostały wykonane przez Jana Sieka w 1993 roku.

### Prezbiterium
Węższe i niższe od korpusu świątyni jest prezbiterium, podniesione o kilka stopni w stosunku do posadzki nawy głównej. W ołtarzu głównym mieści się kompozycja rzeźbiarska „Chrzest w Jordanie” - dzieło Wincentego Kućmy, powstałe w 1994 roku. Wysokie i smukłe okno z witrażem przedstawiającym Ducha Świętego w postaci gołębicy stanowi jej tło i świetliste dopełnienie. 
Ołtarz soborowy i ambona o prostych geometrycznych formach wykonane są z jasnego marmuru.

### Nawa główna
Nawa główna zakończona łukiem tęczowym, mieszczącym na belce monumentalny, pełny ekspresji krucyfiks autorstwa Wincentego Kućmy, pochodzący z 1997 roku. Nad nim na ścianie tęczowej polichromia z symbolami Alfa i Omega. 

### Nawa wschodnia
W oknach naw bocznych widnieją barwne witraże, wykonane przez Danutę i Witolda Urbanowiczów. Większość z nich znajduje się w licznych oknach lewej ściany i przedstawia sceny ze Starego Testamentu.
W nawie wschodniej znajduje się ołtarz Matki Bożej poświęcony 16 maja 1997 roku, a w nim obraz Matki Bożej Częstochowskiej.

### Nawa zachodnia
W połowie nawy zachodniej znajduje się na ścianie bocznej ołtarz Miłosierdzia Bożego poświęcony 23 kwietnia 1997 roku przez kardynała Franciszka Macharskiego. W nim umieszczono obraz Jezusa Miłosiernego namalowany przez Danutę Urbanowicz. 
Prawa ściana kościoła posiada znacznie mniej okien z witrażami o mniej czytelnej symbolice niż ściana przeciwległa.

### Organy
W latach 2007–2008 roku wewnątrz świątyni zostały zamontowane przebudowane przez firmę Mariana Majchera organy piszczałkowe, pozyskane z barokowego kościoła Augustianów w Norymberdze. 16 kwietnia 2008 roku zostały poświęcone przez kardynała Stanisława Dziwisza.
Instrument o 42 głosach zabudowano w pięcioosiowym prospekcie o symetrycznym układzie pól piszczałkowych. Posiada on mechaniczną trakturę gry oraz elektryczny system uruchamiania rejestrów. Stół gry wbudowany centralnie w szafę organową posiada 3 manuały (C–g³) oraz pedał (C–f¹).
Dyspozycja organów: Hauptwerk, Schwellwerk, Brustwerk, Pedalwerk. Posiadają tremulant, crescendo, setzer, tutti.

## Otoczenie
Przed głównym wejściem od strony północnej znajduje się betonowy plac a przed nim wysoki na 23 metry krzyż przeniesiony z krakowskich Błoń stanowiący element ołtarza papieskiego z 1983 roku. 